# Matthew Mitcham
Matthew John Mitcham (Brisbane, Ausztrália, 1988. március 2. –) ausztrál műugró.

## Élete
Tinédzser korában távol állt tőle a vizes sport, trambulinozott. Egy uszodában, trambulin-mutatvány közben figyelt fel rá a kínai műugró edző, Vang Tung-hsziang. 2006-ig dolgoztak együtt, ekkor Mitcham befejezettnek tekintette a műugrást. A szünet nem tartott sokáig, egy évvel később, új edzővel, Chava Sobrinoval ismét munkához látott.
A 2008. évi nyári olimpiai játékok olimpiai bajnoka a 10 méteres toronyugrás versenyszámban. Mitcham a 2008-as olimpia egyetlen nyíltan meleg férfi résztvevője volt. Négy évvel később, a 2012-es londoni olimpia 10 méteres toronyugrás versenyében a 13. helyen végzett.
A 2006-os Melbourne-i nemzetközösségi játékokon rendezett öt műugró versenyszámból négyben mérette meg magát, 1 és 3 méteren – ahol az 5., illetve a 4. helyet vívta ki magának –, 3 méter szinkronban Scott Robertsonnal (4. hely) és 10 méteren (5. hely). Négy évvel később, Delhiből négy ezüstérmet vihetett haza 1 méterről, a 3 méteres szinkronugrásról, a toronyugrás és a szinkron torony után. 2014-ben, az edinburgh-i Royal Commonwealth Pool-ban rendezett nemzetközösségi játékokon a 10 méteres szinkron versenyszámában – partnerével, Domonic Bedggooddal – aranyérmet szerzett, továbbá két ezüstérmet gyűjtött be 1 méteren és a 3 méteres szinkronugrásban. Ugyanitt indult toronyugrásban is, de itt csak a negyedik helyet sikerült megszereznie.

## Eredményei
| Sportesemény                               | Versenyszámok | Versenyszámok | Versenyszámok | Versenyszámok | Versenyszámok |
| Sportesemény                               | 1 m           | 3 m           | 3 m szinkron  | 10 m torony   | 10 m szinkron |
| ------------------------------------------ | ------------- | ------------- | ------------- | ------------- | ------------- |
| 2006-os nemzetközösségi játékok, Melbourne | 5.            | 4.            | 4.            | 5.            | –             |
| 2008-as nyári olimpia, Peking              | –             | 16.           | –             |               | –             |
| 2009-es úszó-világbajnokság, Róma          |               | 9.            | 14.           | 4.            | –             |
| 2010-es Gran Prix, Montréal                | –             | –             | 9.            |               | –             |
| 2010-es Gran Prix, Rostock                 | –             | 9.            | 8.            | 5.            | –             |
| 2010-es nemzetközösségi játékok, Delhi     |               | –             |               |               |               |
| 2011-es Gran Prix, Montréal                | –             | –             | –             |               | –             |
| 2011-es Gran Prix, Fort Lauderdale         | –             | –             | –             | 7.            | –             |
| 2012-es Gran Prix, Rostock                 | –             | –             | –             | 5.            | –             |
| 2012-es műugró-világkupa, London           | –             | –             | –             | 13.           | –             |
| 2012-es Gran Prix, Fort Lauderdale         | –             | –             | –             | 7.            | –             |
| 2012-es nyári olimpia, London              | –             | –             | –             | 13.           | –             |
| 2014-es Gran Prix, Madrid                  | –             | 8.            |               | 5.            | –             |
| 2014-es nemzetközösségi játékok, Glasgow   |               | –             |               | 4.            |               |
| 2015-ös Gran Prix, Gold Coast              | –             | 4.            |               | –             |               |

Csapatversenyeken
| Sportesemény                                   | Partnere   | Eredmény | Megjegyzés                     |
| ---------------------------------------------- | ---------- | -------- | ------------------------------ |
| 2015-ös Gold Coast-i műugró-Grand Prix-verseny | Esther Qin |          | vegyes 3 méteres szinkronugrás |